# Glomera macdonaldii
Glomera macdonaldii är en orkidéart som först beskrevs av Rudolf Schlechter, och fick sitt nu gällande namn av Oakes Ames. Glomera macdonaldii ingår i släktet Glomera och familjen orkidéer. Inga underarter finns listade i Catalogue of Life.